# Aidan Dausch
Aidan William Dausch (Londres, 1 de junio de 2006) es un futbolista profesional británico-estadounidense que juega como delantero en el Coventry City, equipo de la EFL Championship.
Aunque nació en Inglaterra, representa a los Estados Unidos a nivel juvenil.

## Trayectoria
Dausch ingresó en la Academia de los Sky Blues cuando tenía 16 años.
Dausch debutó como profesional, a los 17 años, el 27 de abril de 2024, en un empate 0-0 con el Blackburn Rovers en la EFL Championship, entrando como suplente en sustitución de Haji Wright a los 86 minutos.Dausch volvió a salir en el siguiente partido, contra el Ipswich Town, para sustituir a Kasey Palmer en el minuto 96.
El 17 de junio se anunció que Dausch había firmado su primer contrato profesional con el Coventry City.

## Selección nacional
Dausch nació en Inglaterra, de padres estadounidenses, y es descendiente de franceses por vía materna. Es elegible para jugar internacionalmente con Inglaterra, Estados Unidos y Francia. En octubre de 2024, fue convocado con la selección sub-20 de Estados Unidos para una serie de amistosos.

## Clubes

### Profesional
| Club               | País       | Año       | PJ | Goles |
| ------------------ | ---------- | --------- | -- | ----- |
| Coventry City F.C. | Inglaterra | 2024–act. | 2  | 0     |